# Fasku
Fasku (nep. फस्कु) – gaun wikas samiti w środkowej części Nepalu w strefie Dźanakpur w dystrykcie Dholkha. Według nepalskiego spisu powszechnego z 2001 roku liczył on 1124 gospodarstw domowych i 5405 mieszkańców (2457 kobiet i 2548 mężczyzn).